# Symplocos verrucisurcula
Symplocos verrucisurcula är en tvåhjärtbladig växtart som beskrevs av B. Ståhl. Symplocos verrucisurcula ingår i släktet Symplocos och familjen Symplocaceae. Inga underarter finns listade i Catalogue of Life.